# Die Schlange im brennenden Wald
Die Schlange im brennenden Wald ist ein Märchen. Es steht in Johann Wilhelm Wolfs Deutsche Hausmärchen an Stelle 26.

## Inhalt
Zwei Buben zünden aus Versehen den Wald an. Ein Schlängchen flieht am Waldrand auf einen Baum und ruft nach einem Bauern. Der hilft dem Tier mit einer Stange herunter und legt es zur Kühlung in die Erde. Zum Dank holt es ihm sieben Eidechsen aus dem Magen, die ihn dort quälten. Er soll der Schlange den Kopf abhauen, da ist die verwünschte Prinzessin erlöst und er wird belohnt.

## Herkunft
Der Titel Die Schlange im brennenden Wald ist bei Wolf nicht mit einem Sternchen (*) versehen, was laut seiner Vorrede anzeigt, dass er selbst den Text ausarbeitete. Erlösung durch Enthaupten ist in seinen Märchen häufig. Die Geschichte zeigt ein selbstverständliches Verhältnis der Landbevölkerung zu Schlangen, vielleicht eine Schlingnatter oder eine Ringelnatter, und ihnen nachgesagte Heilkunde. Vgl. Wolfs Die erlöste Schlange oder Grimms Märchen von der Unke.